# Temelucha interruptor

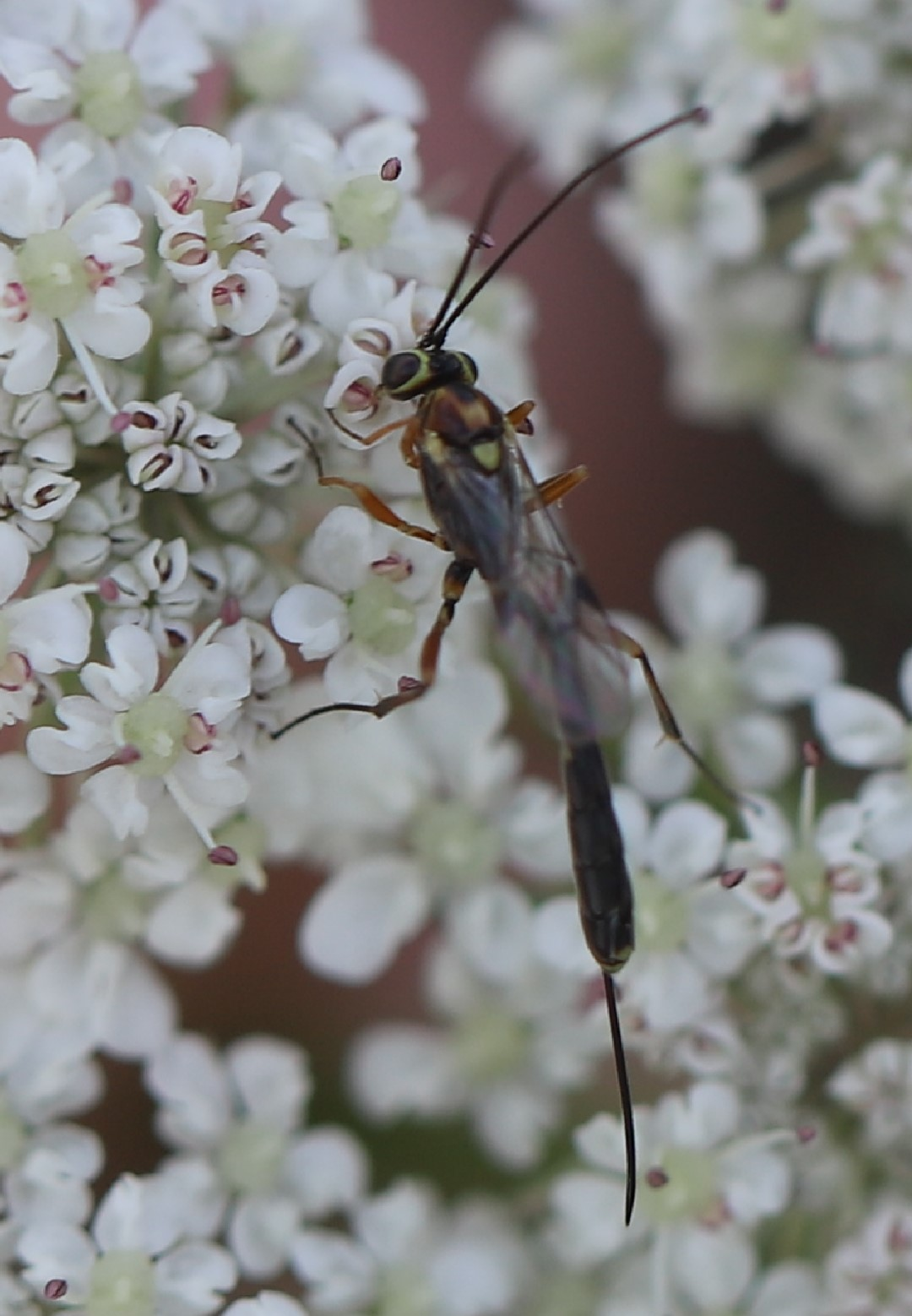

Temelucha interruptor ist eine Schlupfwespe aus der Unterfamilie Cremastinae. Die Art wurde von dem Zoologen Carl Gravenhorst im Jahr 1829 als Cremastus interruptor erstbeschrieben.

## Merkmale
Die Schlupfwespen sind 6–9 mm lang. Im Folgenden eine Beschreibung der Art weitgehend basierend auf einem Werk von Schmiedeknecht aus dem Jahr 1910.
Der Kopf ist hinter den Augen sehr stark und fast geradlinig zusammengezogen. Die Facettenaugen sind groß, der Scheitel schmal. Die Fühler reichen kaum über den Thorax hinaus. Die Wangen sind kurz. Der Clypeus ist am Ende fast halbkreisförmig abgerundet. Der gedrungene Thorax ist kaum länger als hoch. Das Scutellum (Schildchen) ist an den Seiten nicht gerandet. Die Area superomedia ist zumindest beim Weibchen hinten offen. Die Area petiolaris ist quergestreift. Die Mesopleuren (seitlich sitzende Sklerite) sind ziemlich glänzend und feiner punktiert als bei T. confluens. Das Pterostigma ist nicht breit. Die Radialzelle ist ziemlich gestreckt. Der Basalabschnitt des Radius ist doppelt so lang wie der kurze Cubital-Quernerv. Die Beine sind weniger schlank als bei den verwandten Arten. Der Petiolus ist flach, die Seitenfurche ist nur hinten deutlich ausgebildet. Das zweite Tergit ist dicht gestreift, das dritte bis siebte zerstreut punktiert und ziemlich matt. Der Legebohrer der Weibchen ist etwas länger als der halbe Hinterleib. Der Legebohrer ist an der Spitze leicht nach unten geneigt.
Die Weibchen sind wie folgt gefärbt: Der Kopf ist schwarz. Die Palpen, Mandibeln, der Clypeus und die Augenränder sind gelb. Der Clypeus weist in der Regel an der Basis einen schwarzen Punkt auf. Der Schaft ist unten gelblich. Das Scutellum ist gelb. Auf dem Mesonotum befinden sich vorne gelbe Hakenflecke, die gewöhnlich nach hinten verlängert sind und sich vor dem Scutellum vereinigen. Ferner findet sich in der Regel ein gelber Fleck unter den Flügeln sowie über den mittleren Coxae (Hüften). Häufig weist der Metathorax vorne rötliche Seitenflecke auf. Die Coxae sind gewöhnlich rötlich-gelb mit schwarzer Basis. Die hinteren Coxae sind fast ganz schwarz. Die vorderen und mittleren Trochanteren sind gelb, die hinteren sind basal schwarz. Die hinteren Femora sind rötlich, basal meist etwas dunkler. Die hinteren Tibien sind sowohl an der Basis als auch an der Spitze breit dunkelbraun gefärbt. Die Hintertarsen sind schwarz. Der Hinterleib ist schwarz. Die Tergite weisen helle Hinterränder auf. Das Pterostigma der Vorderflügel ist braun gefärbt.
Die Männchen weisen folgende abweichende Merkmale auf: Die Männchen besitzen vergrößerte Ocelli (Punktaugen). Deren Durchmesser ist größer als der Abstand zwischen den seitlichen Ocelli und den Facettenaugen. Das Gesicht ist gelb und besitzt eine schwarze Längslinie. Die Coxae sind gelb, nur die hinteren Coxae sind an der Basis schwarz. Nur die Hinterleibssegmente 1, 3, 4 und 5 weisen einen rötlichen (hellen) Hinterrand auf.

## Verbreitung
Temelucha interruptor ist in Europa weit verbreitet. Das Vorkommen reicht von Fennoskandinavien im Norden bis in den Mittelmeerraum. Auf der Insel Großbritannien ist die Art ebenfalls vertreten. Im Osten reicht das Vorkommen über Kleinasien und den Iran bis in die Mongolei. Weiterhin wurde die Schlupfwespen-Art in Nordamerika zur biologischen Schädlingsbekämpfung eingeführt.

## Lebensweise
Die Schlupfwespen beobachtet man von Mitte Mai bis Anfang Oktober. Man findet sie gewöhnlich in der Nähe von Kiefernwäldern. Temelucha interruptor ist ein koinobionter Endoparasitoid des Kiefern-Knospentriebwicklers (Rhyacionia buoliana), ein Forstschädling an Jungpflanzen der Waldkiefer. Das Weibchen sticht ein Ei in die Wirtslarve. Die Schlupfwespenlarve entwickelt sich im Inneren der Wirtslarve. Diese miniert in den Knospen von Jungkiefern und überwintert auch dort. Im Spätfrühjahr würde sich normalerweise die Wirtslarve verpuppen. Sie wird jedoch kurz davor von der Parasitenlarve getötet. Temelucha interruptor gehört zusammen mit der Brackwespe Orgilus obscurator und der Erzwespe Perilampus tristis zu einem Parasitenkomplex des Kiefern-Knospentriebwicklers, bei welchem es auch zu Multiparasitismus und Superparasitismus kommt. Studien ergaben, dass Temelucha interruptor von Orgilus obscurator parasitierte Wirtsraupen unparasitierten vorzieht und dass die Schlupfwespenlarve als Kleptoparasit die konkurrierende Brackwespenlarve verdrängt. Durch den Konkurrenzkampf dieser drei Larvenparasiten wird deren eindämmende Wirkung des mutmaßlichen Forstschädlings geschwächt. Versuche mit der Einbringung geeigneter Parasitoide aus Nordamerika waren offenbar erfolglos. Es wird weiterhin ein geeigneter Parasit für Rhyacionia buoliana gesucht.